# Gheorghe Cealîi
Gheorghe Cealîi (n. 1916 – d. 1996) a fost un specialist moldovean în energetică și automatică, care a fost ales ca membru corespondent al Academiei de Științe a Moldovei.
La data de 1 august 1961, a fost ales ca membru corespondent al Academiei de Științe a RSSM. Între anii 1970-1974 a îndeplinit funcția de secretar științific general al Academiei de Științe din RSS Moldovenească.
Gheorghe Cealîi a încetat din viață în anul 1996.